# Carl von Rigal
Carl Hermann Freiherr von Rigal (geboren 13. Juni 1814 in Krefeld; gestorben 1884 in Bonn, geboren als Carl Hermann Rigal, 1840 in den Freiherrenstand erhoben) war 1840/1841 auftragsweise preußischer Landrat des Kreises Krefeld.

## Leben
Der Protestant Carl von Rigal war der Sohn des Unternehmers Franz Freiherr von Rigal und dessen Ehefrau Henriette Sybille von Rigal, geborene Heydweiller. Nach seinem Studium der Rechtswissenschaft, das er u. a. an der Rheinischen Friedrich-Wilhelms-Universität in Bonn absolvierte, nahm er 1836 seine erste Beschäftigung als Auskultator im preußischen Justizdienst auf. Er wechselte dann 1838 als Regierungsreferendar an die Königlich Preußische Regierung in Düsseldorf, sein dortiger Dienstherr beauftragte ihn als Aufsichtsbehörde nach dem frühen Tod des Krefelder Landrats Konrad Melsbach für die Zeit vom 1. Juli 1840 bis zum 21. Juni 1841 mit der Wahrnehmung der dortigen Verwaltungsgeschäfte, bevor die Stelle durch Julius Freiherr von Canitz vertretungsweise fortgeführt wurde.
Nach Ablegung des zweiten Staatsexamens 1844 erfolgte seine Umsetzung als Regierungsassessor an die Regierung in Magdeburg sowie 1845 in gleicher Stellung an die Regierung in Aachen. Nach seinem Ausscheiden aus dem Staatsdienst lebte er als Gutsbesitzer und Rentner zuletzt in Bonn, wohin seine Eltern 1846 von Krefeld aus verzogen waren.